# Squash aux Jeux du Commonwealth de 2006
Navigation
Édition précédente Édition suivante

Les compétitions de squash des Jeux du Commonwealth 2006 se déroulent du 4 au 13 octobre 2006 à Melbourne en Australie .
Il y a 5 épreuves, deux pour les hommes et les femmes et une mixte.

## Tableau des médailles
| Rang  | Nation           | Or | Argent | Bronze | Total |
| ----- | ---------------- | -- | ------ | ------ | ----- |
| 1     | Australie        | 3  | 3      | 2      | 8     |
| 2     | Angleterre       | 2  | 1      | 2      | 5     |
| 3     | Nouvelle-Zélande | 0  | 1      | 1      | 2     |
| Total | Total            | 5  | 5      | 5      | 15    |

## Palmarès
| Épreuves     | Or                                        | Argent                                         | Bronze                                  |
| ------------ | ----------------------------------------- | ---------------------------------------------- | --------------------------------------- |
| Simple homme | Peter Nicol Angleterre                    | David Palmer Australie                         | Lee Beachill Angleterre                 |
| Simple femme | Natalie Grinham Australie                 | Rachael Grinham Australie                      | Shelley Kitchen Nouvelle-Zélande        |
| Double homme | Peter Nicol/Lee Beachill Angleterre       | Stewart Boswell/Anthony Ricketts Australie     | Dan Jenson/David Palmer Australie       |
| Double femme | Natalie Grinham/Rachael Grinham Australie | Shelley Kitchen/Tamsyn Leevey Nouvelle-Zélande | Tania Bailey/Vicky Botwright Angleterre |
| Double mixte | Natalie Grinham/Joseph Kneipp Australie   | Vicky Botwright/James Willstrop Angleterre     | Rachael Grinham/David Palmer Australie  |